# Wrongonyou
Wrongonyou, pseudonimo di Marco Zitelli (Grottaferrata, 14 novembre 1990), è un cantante italiano.

## Biografia
Inizia come chitarrista in una band in Georgia negli Stati Uniti. In seguito nel 2013 comincia a pubblicare brani su SoundCloud, venendo poi scoperto da un professore di sound design di Oxford, che lo invita a registrare nello studio dell’università; qui pubblica la sua prima demo intitolata Hands.
Dopo aver firmato per l'etichetta Carosello Records, il 18 novembre 2016 pubblica l'EP The Mountain Man. Nel 2017 si è esibito su La7 durante il programma Propaganda Live. Nel 2017 ha recitato nel film Il premio per il quale ha anche realizzato la colonna sonora, che ha ricevuto una candidatura ai Nastri d'argento 2018 nella sezione "Miglior canzone originale". Nel 2018 effettua una tournée a livello nazionale e internazionale, con esibizioni al South by Southwest, al Primavera Sound Festival, l'Eurosonic Noorderslag e l'Europa Vox.
Nel 2019 firma per il gruppo editoriale Warner/Chappell Music. Tra la fine del 2019 e gli inizi del 2020 intraprendere una serie di concerti a livello nazionale, aprendo anche cinque date del Revelation Tour di Mika.
Nell'ottobre 2020, viene selezionato per il programma AmaSanremo, che funge da semifinale per Sanremo Giovani 2020, dove propone il brano Lezioni di volo, che viene pubblicato come singolo il 1º dicembre per l'etichetta Carosello Records. Raggiunge così la finale del 17 dicembre, tenutasi in diretta su Rai 1, al termine della quale entra nell'elenco degli otto artisti partecipanti al Festival di Sanremo 2021 nella sezione nuove proposte. Entrato nella rosa dei finalisti, si classifica in quarta posizione, ma si aggiudica il premio della critica Mia Martini. Il 12 marzo esce il terzo album in studio Sono io. Nell’estate 2021 Wrongonyou si aggiudica anche il prestigioso Premio Bindi - festival dedicato alla canzone d’autore intitolato all’indimenticato compositore - nella categoria “New Generation”.

## Discografia

### Album in studio
- 2018 – Rebirth
- 2019 – Milano parla piano
- 2021 – Sono io

### EP
- 2016 – The Mountain Man

### Colonne sonore
- 2017 – Il premio (Original Movie Soundtrack)

### Singoli
- 2016 – Lake
- 2016 – Let Me Down
- 2017 – Shoulders
- 2017 – Birth
- 2017 – I Don't Want to Get Down
- 2017 – Congratulations (Acoustic)
- 2017 – Shoulders
- 2018 – Prove It
- 2019 – Circles
- 2019 – Mi sbaglio da un po'
- 2019 – Solo noi due
- 2020 – Atlante
- 2020 – Lezioni di volo
- 2021 – Solow
- 2023 – Il diavolo non deve sapere
- 2023 – Non esisto più

### Collaborazioni

#### Singoli come artista ospite
- 2020 – Hollywood (con i Legno)
- 2023 – While the children play (con Daniele Silvestri)

## Riconoscimenti
- 2021 – Premio della critica Mia Martini con il brano Lezioni di volo
- 2021 – Premio RTL canzone più radiofonica
- 2021 – Premio Gianni Ravera
- 2021 – Premio Assomusica
- 2021 – Premio Bindi - categoria “New Generation”